# スーパーベスト (おニャン子クラブのアルバム)
『スーパーベスト』は、おニャン子クラブのベスト・アルバム。1986年10月21日発売。発売元はキャニオン・レコード。コンパクトディスク（CD）とカセットテープ（CT）の2形態で発売された。規格品番：D32P6003（CD）、36P1366（CT）。

## 解説
1985年7月に歌手デビューをした女性アイドルグループ“おニャン子クラブ”の楽曲と、同グループから派生した音楽ユニットやソロの楽曲が収録されたレコード会社主導のベスト盤。通算3枚目のスタジオ・アルバム『PANIC THE WORLD』（1986年7月10日発売）は2枚組のうち1枚がベスト・アルバムであったが、単独で発売されたベスト盤は本作品が初めてとなる。アーティスト名義はおニャン子クラブであるが、オムニバス的なアルバムである。
コンパクトディスク（CD）とカセットテープ（CT）の2形態発売。収録曲数がCD盤が全15曲なのに対し、CT盤はさらに5曲追加で全20曲。収録曲はすべてキャニオン・レコード（当時の名称）発売に限られ、他レコード会社から発売された楽曲は対象外。尚、吉沢秋絵の所属レコード会社はフォーライフ・レコードであったが、当時フォーライフ・レコードから発売される作品の販売元は、キャニオン・レコードであった（「フォーライフ・レコード#販売元」参照）。

## 収録曲

### CD
1. お先に失礼 - おニャン子クラブ
2. 渚の『・・・・・』 - うしろゆびさされ組
3. メロディ - 高井麻巳子
4. 不思議な手品のように - 新田恵利
5. 風のInvitation - 福永恵規
6. おっとCHIKAN! - おニャン子クラブ
7. 冬のオペラグラス - 新田恵利
8. セーラー服を脱がさないで - おニャン子クラブ
9. 恋のロープをほどかないで - 新田恵利
10. シンデレラたちへの伝言 - 高井麻巳子
11. 象さんのすきゃんてぃ - うしろゆびさされ組
12. じゃあね - おニャン子クラブ
13. バナナの涙 - うしろゆびさされ組
14. およしになってねTEACHER - おニャン子クラブ
15. うしろゆびさされ組 - うしろゆびさされ組

### CT
1. お先に失礼 - おニャン子クラブ
2. 渚の『・・・・・』 - うしろゆびさされ組
3. メロディ - 高井麻巳子
4. 不思議な手品のように - 新田恵利
5. 風のInvitation - 福永恵規
6. 季節はずれの恋 - 吉沢秋絵
7. おっとCHIKAN! - おニャン子クラブ
8. 冬のオペラグラス - 新田恵利
9. 猫舌ごころも恋のうち - うしろゆびさされ組
10. 会員番号の唄 - おニャン子クラブ
11. セーラー服を脱がさないで - おニャン子クラブ
12. 恋のロープをほどかないで - 新田恵利
13. シンデレラたちへの伝言 - 高井麻巳子
14. 象さんのすきゃんてぃ - うしろゆびさされ組
15. じゃあね - おニャン子クラブ
16. なぜ?の嵐 - 吉沢秋絵 with おニャン子クラブ
17. バナナの涙 - うしろゆびさされ組
18. およしになってねTEACHER - おニャン子クラブ
19. うしろゆびさされ組 - うしろゆびさされ組
20. 真赤な自転車 - おニャン子クラブ